# NGC 861
NGC 861 je galaksija u zviježđu Trokut.

## Vanjske poveznice
- SEDS: NGC 861